# Tuskahoma (Oklahoma)
Tuskahoma település az Amerikai Egyesült Államok Oklahoma államában, Pushmataha megyében. Lakosainak száma 102 fő (2020. április 1.).

## Története
1885. február 27-én az Indián Terület Tushka Homma nevű településén létrehozták az Egyesült Államok postahivatalát. Az 1891. október 28-án a helyesírás Tushkahomma-ra változott. 1910. december 6-án a hivatalos helyesírás a jelenlegi Tuskahoma írásmódra változott. A közösséget a közeli Council House (1872-1880) és Lyceum (1896-1900) postahivatalok is kiszolgálták. A Council House a Choctaw Capitol épületében, a Lyceum pedig az egykori Choctaw Női Akadémián volt.
A Tuskahoma egy összetett szó, amely a Csaktó nyelvben 'vörös harcost' jelent. A helyesírást eredetileg Tvshka Homma címen adták ki egy misszionárius, Cyrus Byington tiszteletes által kiadott 1852-es choctaw-angol szótárban. A látszólagos kisbetűs "v" valójában egy görög betű, az upsilon, ami Byington szerint egy "u rövid" hangot jelent. Az utóbbi években a Choctaw nemzet hivatalos kiadványai áttértek erre a helyesírásra.
Tuskahoma 1882-ben lett a Csaktó Nemzet (politikai) fővárosa, amikor a Csaktó Nemzet 1882. október 20-án kelt törvénye a közösséget állandó kormányzati székhelyként jelölte ki. A nemzet első fővárosa a Könnyek Ösvénye után Nanih [Nunih] Waiyah-ban volt, Tuskahomától két mérföldre keletre. Nevét Nunih Waiyah-ról kapta, egy Mississippi államban található szent dombról, ahová a Csaktók az őseik csontjait vitték nyugalomba, és ahol a törzset megalapították. A halmot egy korábbi nép építette, de a Csaktók számára is szent lett. Később, az alkotmányos kísérletezés időszakában a csaktók Nanih Waiyah-ból Doaksville-be, Skullyville-be, Fort Towsonba és Boggy Depotba helyezték át a fővárosukat. A polgárháború alatt a csaktók háborús fővárosa az Armstrong Akadémián, más néven Chahta Tamahában volt.
Miután a Csaktó Nemzet úgy döntött, hogy Tuskahoma lesz az állandó főváros, a kormány számára megfelelő épületet épített. A tágas Choctaw Capitol Building 1884 őszén készült el. Ez kétszintes, téglából épült, francia manzárdtetője alatt padlással. Sokan az Indián Terület legszebb épületének nevezték. Nagy termeket foglalt magában a szenátus, a képviselőház és a legfelsőbb bíróság számára. Tartalmazott továbbá egy végrehajtó irodát a Csaktó-nemzetség főfőnökének vagy kormányzójának, öt kisebb szobát a nemzeti tisztviselők számára, valamint öt bizottsági szobát. Fűtése számos kandallóval történt.
Szinte azonnal nyüzsgő város alakult ki a főváros épülete mellett. Számos szálloda, panzió, borbélyüzlet, bolt, kovácsműhely, fényképész sátor és lakóház épült. Amikor azonban az 1880-as évek közepén a St. Louis and San Francisco Railroad megépítette a Kiamichi folyó völgyén át vezető síneket, azok a kapitóliumtól két mérföldre délre futottak. Az üzleti élet az új Tuskahoma vasútállomás környékére áramlott, és a Capitolium körzete elhagyatottá vált, kivéve a kormány ülései idején.

## Népesség
A település népességének változása:

| 2010 | 151 |
| 2020 | 102 |